# North York Moors
Le North York Moors o North Yorkshire Moors costituiscono un'area naturale protetta dell'Inghilterra nord-orientale, situata nella contea del North Yorkshire: gran parte dell'area è inclusa nel North York Moors National Park, un parco nazionale istituito nel 1952 e che copre una superficie di 1427//1432 km².

## Geografia

### Collocazione
Il territorio del parco nazionale delle North York Moors è situato poco a sud/sud-est di Middlesborough e a nord-est di York. Ad est si estende fino alla costa sul Mare del Nord , mentre a sud si estende fino alle Howardian Hills.

### Territorio
Il territorio delle North York Moors è costituito da brughiere, vallate, pascoli e boschetti.
La zona lungo la costa è caratterizzata da rupi in arenaria, dove sorgono villaggi di pescatori (come Robin Hood's Bay), uniti l'un l'altro.

## Fauna
Tra gli animali che abitano l'area, figurano le allodole, le pernici e il falco smeriglio (falco columbarius).

## Archeologia
L'area è punteggiata da monumenti eretti dai primi cristiani.

## Trasporti

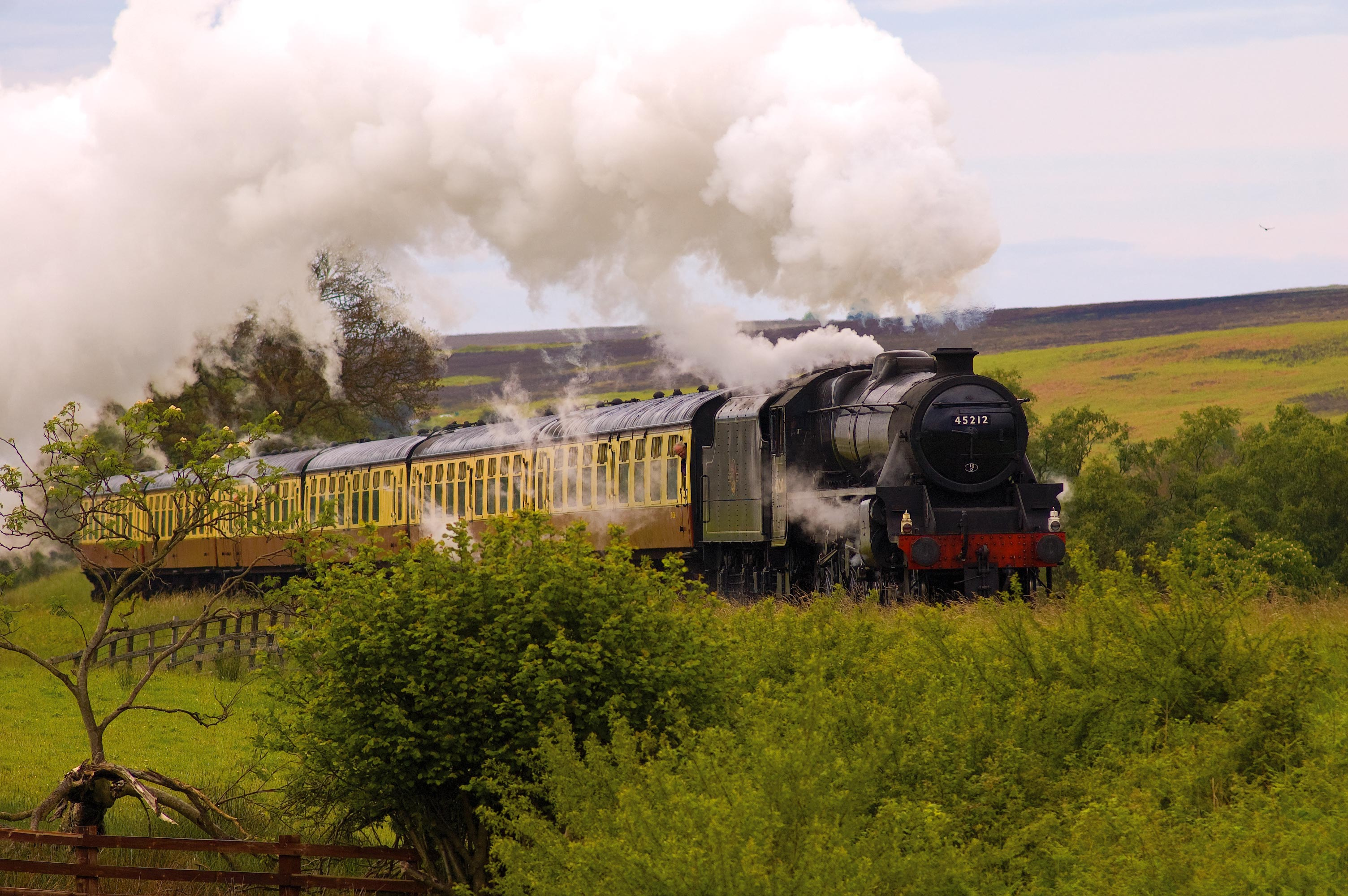
Le brughiere del parco nazionale attraversate dalla North Yorkshire Moors Railway

Il parco è servito dalla North Yorkshire Moors Railway, una ferrovia con locomotive a vapore.